# Swallow Reef
Swallow Reef är en atoll bland Spratlyöarna i Sydkinesiska havet. Malaysia betraktar den som sitt territorium, något som inte erkänns av grannländer som Kina, Vietnam och Taiwan.